# 約翰·霍桑
約翰·霍桑（John Hathorne，1641年8月—1717年5月10日）是麻薩諸塞灣殖民地塞勒姆的一位商人和地方法官。他也是最早涉入塞勒姆審巫案的法官之一，和另一位法官喬納森·科溫一同負責事件的初步審判。由於霍桑將許多「女巫」判處絞刑，他又被稱作「絞刑法官」。不同於曾多次公開懺悔的另一位法官塞繆爾·休厄爾，在現存的紀錄中無從得知霍桑本人是否曾為他在審巫案中的所作所為而後悔。約翰·霍桑也是知名作家納撒尼爾·霍桑的高祖父。
1692年5月，省長威廉·菲普斯成立了聽審裁判的特別法庭，負責處理塞勒姆審巫案，這個特別法庭由副省長威廉·斯托頓所領導，而霍桑也是當中的一位成員。特別法庭高度依賴了霍桑和喬納森·科溫在事件爆發初期聯名處理的幽靈證據、調查、審問資料和口供書，這些資料由牧師塞繆爾·帕里斯和（或）小伊齊基爾·奇弗（Ezekiel Cheever Jr.）所記錄。根據休厄爾在日記中的記載，1692年9月22日，在最後一批「女巫」被處以絞刑的那天，霍桑和威廉·斯托頓與科頓·馬瑟舉行了一場會議，討論是否要在即將發行的新出版物中加入法庭紀錄，以更進一步的促進審巫案。

## 生平
約翰·霍桑於1641年8月出生在塞勒姆，他的父親威廉·霍桑少校是塞勒姆早期的一位富裕商人和重要人物，威廉曾率領部隊在菲利普國王戰爭中取得勝利，之後更當上了地方最高法院的法官，並被選為眾議院的首任議長。威廉·霍桑將約翰的出生日期紀錄為8月4日，然而根據塞勒姆第一教堂（First Church of Salem）所留下的紀錄，約翰·霍桑卻是在8月2日受洗。
1674年或1675年的3月22日，霍桑在塞勒姆和露絲·加德納（Ruth Gardner）結了婚。露絲是麻薩諸塞早期的舊種植園主湯瑪斯·加德納的孫女。
霍桑將父親所留下的產業：與英格蘭和西印度群島之間的商業貿易更進一步地擴張，成功將他父親所留下的成功紀錄繼續延續下去。除了塞勒姆一帶的土地，他也對現今所屬於緬因州一帶的土地感到興趣盎然。霍桑在鎮上具有一定的權力地位，他被任命為今日的麻薩諸塞州艾塞克斯郡地區的「太平紳士」，同時也是殖民地輔助委員會（一種立法機關，類似上議院和高等法院的綜合體）的成員之一。作為殖民地輔助委員會的成員，他得調解郡內各城鎮的糾紛。當然，也包括塞勒姆村（今日的麻薩諸塞州丹弗斯）在內。

### 塞勒姆審巫案
在1692年塞勒姆審巫案爆發初期，霍桑與另一位法官喬納森·科溫一同加入了波士頓官員們的工作行列。兩人在1692年3月初舉行了預審，負責處理許多女巫嫌疑人，包括最初的三名被告：提圖芭、薩娜·古德、薩娜·奧斯本在內。根據當時所留下的紀錄，霍桑對被告們提出了有些苛刻的質問。受到了巫術審判的歷史紀錄和虛構紀錄的影響，他總是先入為主的認為被告是有罪的。霍桑對布麗姬·畢夏普和麗貝卡·納斯所提出的質問特別有名：
畢夏普：我是無辜的。
霍桑：在我們的面前，妳似乎透過運動身體來對我們施展巫術，這對受苦的人們似乎也有影響，妳要怎麼解釋？
畢夏普：我對此一無所知。我是無辜的，我不是女巫。我並不瞭解女巫是什麼樣的存在。
霍桑：妳怎麼知道妳不是女巫？
畢夏普：我不知道你在說什麼。
霍桑：如果妳不是女巫，妳又不瞭解女巫是什麼樣的存在，那妳怎麼知道妳不是女巫？
畢夏普：我很清楚……
--取自塞勒姆審巫案之紀錄，原始文件由威廉·艾略特·伍德沃德（William Eliot Woodward）於1864年所著
1692年5月，由副省長威廉·斯托頓所領導的聽審裁判特別法庭成立，而霍桑和科溫也是小組成員之一。這個特別法庭主導了整起審巫案，最後導致19名被告因巫術罪而被判處死刑。該特別法庭於1693年被麻薩諸塞高等司法法院取代，霍桑也成為了新法庭的成員之一，不過他並沒有立刻就職。
霍桑將許多女巫嫌疑人定罪，不過有少數已被他定罪的案子在遞交出去後，又被菲普斯省長給回絕了。

### 審巫案結束後
霍桑也和父親同樣踏上了從軍的道路。1690年代，霍桑參與了威廉王之戰。在1696年的納許瓦克堡圍城（位於現今的加拿大弗雷德里克頓）當中，霍桑和班傑明·丘奇同為新英格蘭軍隊的領導者。之後霍桑也作為殖民地的民兵繼續活躍了一陣子，並於1711年晉升為上校。
霍桑也被省長約瑟夫·杜德利任命為麻薩諸塞高等司法法院副法官，於1702年至1712年間就職。
霍桑於1717年逝世，埋在今日的憲章街公墓中，與他的許多後代葬在一起。

## 後世紀念
在霍桑過世後經過了三百年的現代，他仍被大眾認為是一位毫無慈悲的宗教狂熱分子。他的綽號是「絞刑法官」，這個綽號常被用來稱呼那些用絞刑或其他異常嚴厲的判決來對付被告的法官，人們認為他鮮少會讓「罪人」從他的掌心下逃脫。霍桑是塞勒姆審巫案中最具代表性的法官，現代的人們常將他視為是這起宗教狂熱事件的罪孽象徵。
約翰·霍桑是寫下了《紅字》一書的美國知名作家納撒尼爾·霍桑的高祖父。而在納撒尼爾的著作《七角樓》當中登場的建築「七角樓」，其靈感正是來自約翰的房子。納撒尼爾為他那缺乏愧疚心和同理心的祖先感到羞愧，並為此所苦。他之所以將自己原先的姓氏「Hathorne」（和約翰的姓氏拼法相同）改為「Hawthorne」的拼法，可能就是為了把自己和有罪的祖先區分開來。納撒尼爾在決定出「Hawthorne」這個拼法時可能參考了他的祖先，在霍桑一家的祖先所流傳下來的文件當中，他們的姓氏被以許多種不同的拼法拼寫，例如「Hauthorne」、「Hathorn」、「Hothorne」和「Hawthorne」。
在史蒂芬·文森特·比內1936年的短篇小說《黑夜煞星》中，霍桑是一位聽命於撒旦的法官。書中將他描述為「一個高個子男人，神情嚴肅，穿著清教徒的服裝，狂熱地雙目熊熊燃燒著」。在本作於1941年的改編電影版中，霍桑由H·B·華納飾演。
在亞瑟·米勒1953年的劇作《激情年代》中，霍桑被描述成一位虐待狂，有著強烈的嗜虐心，只想看罪人受苦。他可能是除了艾比蓋兒·威廉斯以外，全劇最無知、最具敵意的角色。在最後一幕中，約翰·普羅克特考慮承認他那莫須有的罪行時，霍桑幾乎是喜形於色。
在2012年的恐怖電影《塞勒姆之王》中，有一名叫「喬納森·霍桑」的牧師角色，很可能是在影射歷史上的約翰·霍桑和喬納森·科溫。
搖滾樂團「Primate Fiasco」的歌曲〈Mary Towne Estey 1692〉中提到了「霍桑法官」一詞。樂團中的歌手兼作詞者戴夫·魯索（Dave Russo）是這首歌曲的主角瑪麗·伊斯泰9代後的直系後代，而伊斯泰則是被霍桑判處絞刑的19名犧牲者之一。

## 腳註
1. ↑  以下為這段話的原文：
Bishop : I am innocent.
Hathorne : Why you seem to act witchcraft before us by the motion of your body which seems to have influence upon the afflicted.
Bishop   : I know nothing of it. I am innocent to a witch. I know not what a witch is.
Hathorne : How do you know then that you are not a witch?
Bishop   : I do not know what you say.
Hathorne : How can you know, you are no witch, and yet not know what a witch is?
Bishop   : I am clear...

## 外部連結
- 簡短的約翰·霍桑生平介紹 （页面存档备份，存于）
- 約翰·霍桑的墓碑 （页面存档备份，存于）
- Anderson, Robert (1999). The Great Migration Begins: Immigrants to New England, 1620-1633. Boston: New England Historic Genealogical Society. Entry for William Hathorne.

| 司法职务           | 司法职务                             | 司法职务                 |
| ------------------ | ------------------------------------ | ------------------------ |
| 前任者： 約翰·薩芬 | 麻薩諸塞高等司法法院副法官 1702-1712 | 繼任者： 納撒尼爾·湯瑪斯 |